# 지그 550
지그 550은 1986년 스위스에서 개발되어 스위스 육군이 StG550이라는 명칭으로 사용하는 총으로써 가스압회전 노리쇠방식으로 작동되며 전통적인 설계를 따르고 있다.또한 이550은 짧은 총열의 카빈 버전을 포함해서 다양한 계통의 변종 모델이 있다.독특한 것은 탄창 앞이 두껍다는 사실이다.

## 규격
- 구경: 5.56mm
- 무게: 4.1kg
- 전체 길이: 998mm
- 총열길: 528mm
- 총구(포구) 속도: 911m/sec
- 탄창: 5발, 20발 또는 30발 탈부착식 상자형 탄창
- 사정거리: 100~400m